# Počernický pivovar
Počernický pivovar je pražský minipivovar sídlící v Dolních Počernicích. Založen byl roku 2016, přesně 80 let po zaniknutí předchozího pivovaru v Dolních Počernicích, a je součástí místního areálu Panský dvůr. V roce 2016 v něm jako sládek pracoval Marcel Jelínek, od roku 2017 jeho profesi zastává David Urban. V Počernicích se vaří celkem 5 různých piv; desetistupňový Počernický ležák, Počernická 8°, Počernická 12°, jež je vařena dle původní receptury z 19. století, třináctistupňová Barborka a I.P.A. 16°.